# Провулок Надії Суровцової (Черкаси)
Провулок Надії Суровцової — провулок в Черкасах.

## Розташування
Провулок короткий і простягається у південно-східному напрямку. Починається він від вулиці Кобзарської, перетинає вулицю Сінну і проходить до вулиці Симиренківської. До провулка відноситься також ділянка довжиною 90 м, яка з'єднує цей провулок із сусіднім провулком Вишневим.

## Опис
Провулок заасфальтований. Забудований здебільшого приватними будинками. До провулка виходить задній двір корпусу № 9 ЧДТУ.

## Походження назви
Провулок був утворений 1967 року і названий на честь російського дослідника Миколи Пржевальського. У грудні 2022 депутати Черкаської міської ради затвердили перейменування на провулок Надії Суровцової.